# Veckring
Veckring [vɛkʁɛ̃] est une commune française située dans le département de la Moselle, en Lorraine, dans la région administrative Grand Est et fait partie de la communauté de communes de l'Arc Mosellan.
Ses habitants, appelés les Veckringeois en français et les Weckrénger en platt, sont au nombre de 651 en 2022.

## Géographie
Veckring est situé dans le pays thionvillois, à 19 km à l'Est de Thionville.
Traversée par la route D60, cette commune détient une forêt de plus de 200 hectares dont une partie est située dans le territoire communal de Guénange.

### Écarts et lieux-dits
Hackenberg et Helling.

### Communes limitrophes
| Budling            | Oudrenne | Sainte-Marguerite |
| Buding             | Veckring | Monneren          |
| Kédange-sur-Canner | Klang    | Kemplich          |

### Transports en commun
Veckring est desservi par la ligne de bus TIM 107 qui va de Thionville à Waldweistroff, avec trois allers/retours quotidiens.

### Hydrographie
La commune est située dans le bassin versant du Rhin au sein du bassin Rhin-Meuse. Elle est drainée par le ruisseau le Reimers.

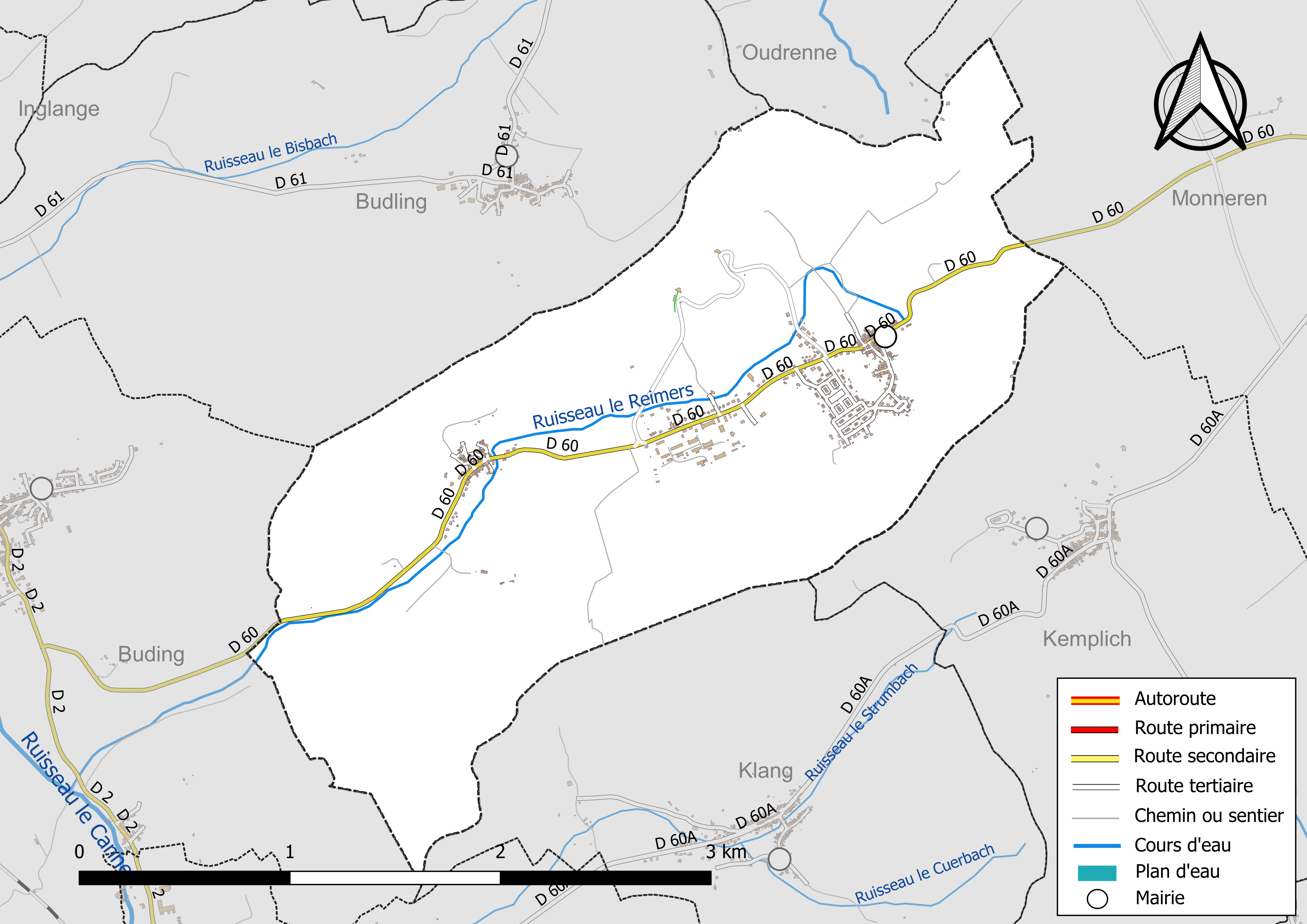
Réseaux hydrographique et routier de Veckring.

### Climat
Pour des articles plus généraux, voir Climat du Grand Est et Climat de la Moselle.
En 2010, le climat de la commune est de type climat de montagne, selon une étude du Centre national de la recherche scientifique s'appuyant sur une série de données couvrant la période 1971-2000. En 2020, Météo-France publie une typologie des climats de la France métropolitaine dans laquelle la commune est exposée à un climat semi-continental et est dans la région climatique  Lorraine, plateau de Langres, Morvan, caractérisée par un hiver rude (1,5 °C), des vents modérés et des brouillards fréquents en automne et hiver. 
Pour la période 1971-2000, la température annuelle moyenne est de 9,4 °C, avec une amplitude thermique annuelle de 16,6 °C. Le cumul annuel moyen de précipitations est de 845 mm, avec 12,4 jours de précipitations en janvier et 9,6 jours en juillet. Pour la période 1991-2020, la température moyenne annuelle observée sur la station météorologique de Météo-France la plus proche, « Malancourt », sur la commune d'Amnéville à 19 km à vol d'oiseau, est de 10,2 °C et le cumul annuel moyen de précipitations est de 884,1 mm. 
La température maximale relevée sur cette station est de 39,3 °C, atteinte le 25 juillet 2019 ; la température minimale est de −17,9 °C, atteinte le 5 janvier 1985,,. 
Les paramètres climatiques de la commune ont été estimés pour le milieu du siècle (2041-2070) selon différents scénarios d'émission de gaz à effet de serre à partir des nouvelles projections climatiques de référence DRIAS-2020. Ils sont consultables sur un site dédié publié par Météo-France en novembre 2022.

## Urbanisme

### Typologie
Au 1er janvier 2024, Veckring est catégorisée commune rurale à habitat dispersé, selon la nouvelle grille communale de densité à sept niveaux définie par l'Insee en 2022.
Elle est située hors unité urbaine. Par ailleurs la commune fait partie de l'aire d'attraction de Luxembourg (partie française), dont elle est une commune de la couronne,. Cette aire, qui regroupe 115 communes, est catégorisée dans les aires de 700 000 habitants ou plus (hors Paris),.

### Occupation des sols
L'occupation des sols de la commune, telle qu'elle ressort de la base de données européenne d’occupation biophysique des sols Corine Land Cover (CLC), est marquée par l'importance des forêts et milieux semi-naturels (59 % en 2018), en augmentation par rapport à 1990 (31,6 %). La répartition détaillée en 2018 est la suivante : 
forêts (31,6 %), milieux à végétation arbustive et/ou herbacée (27,4 %), terres arables (12,9 %), prairies (12,1 %), zones agricoles hétérogènes (9,6 %), zones urbanisées (6,4 %). L'évolution de l’occupation des sols de la commune et de ses infrastructures peut être observée sur les différentes représentations cartographiques du territoire : la carte de Cassini (XVIIIe siècle), la carte d'état-major (1820-1866) et les cartes ou photos aériennes de l'IGN pour la période actuelle (1950 à aujourd'hui).

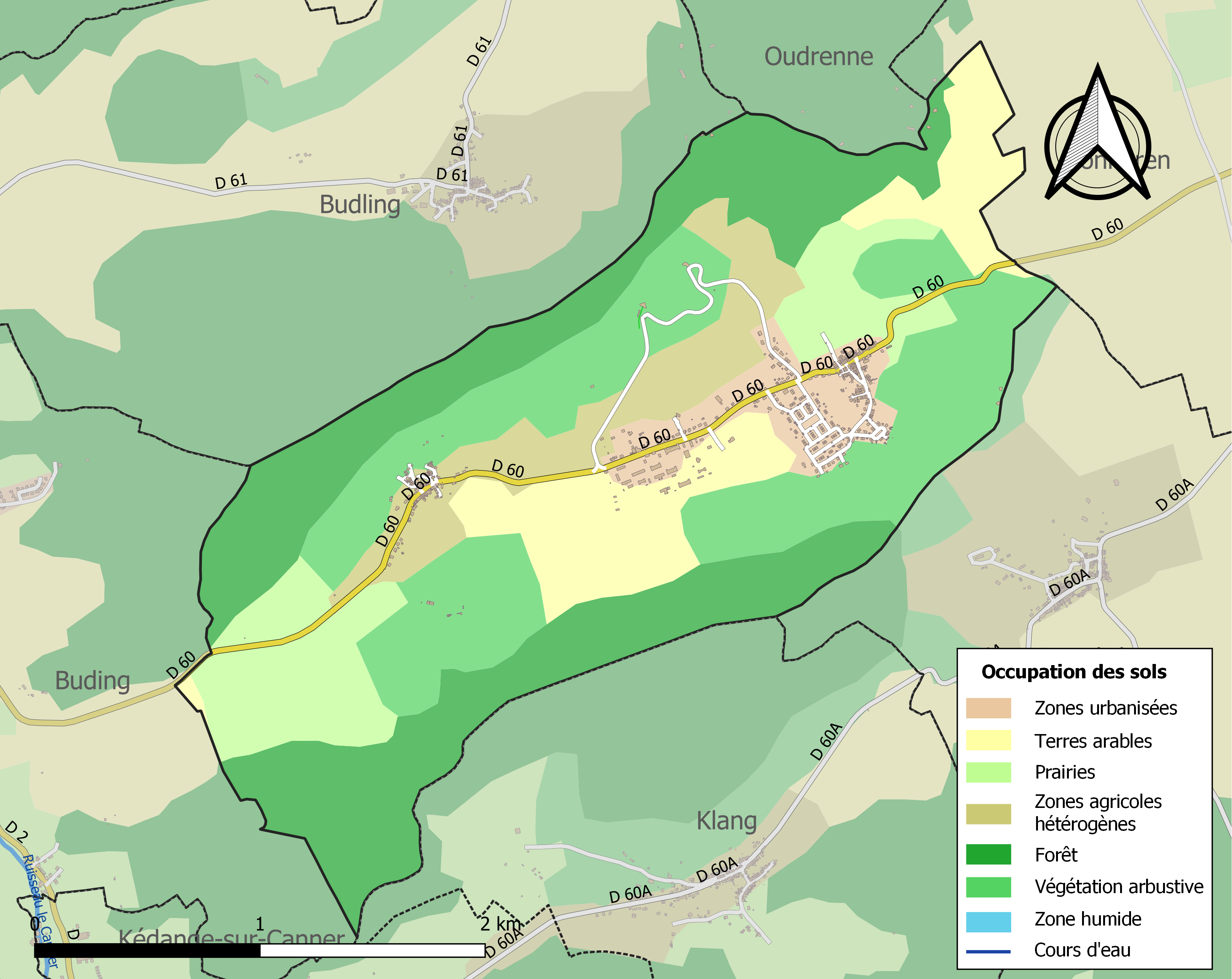
Carte des infrastructures et de l'occupation des sols de la commune en 2018 (CLC).

## Toponymie
- En francique lorrain : Weckréngen[13] et Weckréng.
- Anciens noms : Weicrenges (1429)[14], Werberingen (1494)[14], Weckringen (1507)[14], Wehingen (1681)[14], Weckeringen (1697)[14], Weckring (1756[14] et 1793[15]), Wecking (1801)[15], Veckring (1845)[16], Weckringen (1871-1918).
- Étymologie : le toponyme Veckring se compose de l'anthroponyme germanique Wacharius[17] (forme latinisée en -us), suivi du suffixe -ingen[17] qui s'est réduit à -ing au XVIIIe siècle.

## Histoire
Le Hackenberg était un lieu de culte païen au IIe siècle ; plus tard, une église paroissiale était située sur son sommet.
Passage de la voie romaine stratégique d'Agrippa reliant Metz à Trèves par la rive droite de la Moselle.
Veckring dépendait de la seigneurie luxembourgeoise de Busbach,. Il y avait également dans ce village un fief dépendant de la prévôté de Sierck. Sur le plan spirituel, Veckring était une annexe de la paroisse du Hackenberg qui faisait partie du diocèse de Trèves.
Après le traité des Pyrénées de 1659, ce village dépendait du bailliage de Thionville et était en 1682 le siège d’une justice haute, moyenne et basse.
La commune de Veckring est réunie à celle de Budling par un décret du 19 octobre 1811 ; la commune veckringeoise est finalement rétablie en 1901, à l'époque de la Lorraine annexée par l'Empire allemand.
À partir de 1929, Veckring voit s'implanter sur son ban le plus gros des forts construits dans le cadre de la ligne Maginot : c'est l'ouvrage du Hackenberg, faisant partie du secteur fortifié de Boulay. Avec le fort, ce sont une cité pour les officiers, pour les sous-officiers et une caserne qui viennent agrandir la commune. L'ouvrage et le secteur de Veckring ont été l'objet de vigoureux combats entre la 3e armée américaine du général George Patton et des forces de l'armée allemande en 1944. Au début du XXIe siècle, restauré et ouvert au public par l'association Amifort Veckring, l'ouvrage du Hackenberg attire des milliers de visiteurs venant du monde entier. De son côté, la caserne (camp de Veckring) a été transformée pour accueillir les amateurs de paintball.

## Politique et administration
| Période                                  | Période  | Identité          | Étiquette | Qualité          |
| ---------------------------------------- | -------- | ----------------- | --------- | ---------------- |
| 1901                                     | 1907     | Pierre Heine      |           |                  |
| 1907                                     | 1911     | Pierre Vion       |           |                  |
| 1911                                     | 1919     | Pierre Heine      |           |                  |
| 1919                                     | 1935     | Jean Jung         |           |                  |
| 1935                                     | 1967     | Nicolas Wallerich |           |                  |
| 1967                                     | 1989     | Emile Jost        |           |                  |
| 1989                                     | 2001     | Henri Cridlig     |           |                  |
| 2001                                     | 2014     | Gilbert Doerper   |           |                  |
| 2014                                     | En cours | Pascal Jost       |           | Chauffeur de bus |
| Les données manquantes sont à compléter. |          |                   |           |                  |

## Population et société

### Démographie
L'évolution du nombre d'habitants est connue à travers les recensements de la population effectués dans la commune depuis 1793. Pour les communes de moins de 10 000 habitants, une enquête de recensement portant sur toute la population est réalisée tous les cinq ans, les populations de référence des années intermédiaires étant quant à elles estimées par interpolation ou extrapolation. Pour la commune, le premier recensement exhaustif entrant dans le cadre du nouveau dispositif a été réalisé en 2008.

En 2022, la commune comptait 651 habitants, en évolution de −4,69 % par rapport à 2016 (Moselle : +0,52 %, France hors Mayotte : +2,11 %).
| 1793 | 1800 | 1806 | 1895 | 1900 | 1905 | 1910 | 1921 | 1926 |
| ---- | ---- | ---- | ---- | ---- | ---- | ---- | ---- | ---- |
| 252  | 203  | 282  | 390  | 354  | 346  | 336  | 311  | 296  |

| 1931 | 1936 | 1946 | 1954 | 1962 | 1968 | 1975 | 1982 | 1990 |
| ---- | ---- | ---- | ---- | ---- | ---- | ---- | ---- | ---- |
| 825  | 912  | 376  | 792  | 846  | 733  | 702  | 644  | 688  |

| 1999 | 2006 | 2008 | 2013 | 2018 | 2022 | - | - | - |
| ---- | ---- | ---- | ---- | ---- | ---- | - | - | - |
| 687  | 679  | 677  | 688  | 658  | 651  | - | - | - |

### Enseignement
École maternelle faisant partie de l'Académie de Nancy-Metz en zone B.

## Économie
En 1817, ce village a un territoire productif de 380 hectares dont 13 en vignes et 41 en bois.

## Culture locale et patrimoine

### Lieux et monuments
- Passage d'une voie romaine
- Caserne de Veckring, devenu le Paintball de Veckring
- Ouvrage du Hackenberg de la Ligne Maginot
- Stade de football, construit sur l'ancienne poudrière militaire attenant à la caserne
- Église paroissiale Sainte-Apolline, construite en 1889, de style néo-roman
- Chapelle Saint-Médard de Helling de 1868, date portée sur le linteau de la porte piétonne, statues du XVIIIe siècle
- Église dite chapelle, église paroissiale Saint-Simon-Saint-Jude. Chapelle à Hackenberg, perchée à (347 m), cimetière, monument sépulcral, construite en 1535 pour les Stromberg (détruite). Nef et tour clocher 4e quart XVIIIe siècle, flèche de la tour clocher achevée en 1780. Tour de clocher reconstruite en 1860 après un incendie, détruite en 1887. Les pierres servent à la construction de l'église de Veckring. Seul subsiste le chœur qui est détruit en 1944 par les bombardements. Reconstruite en 1961. Armoiries de la famille de Stromberg. Pierres tombales dont celle des Loevenstein, sculptée dans le mur du porche.

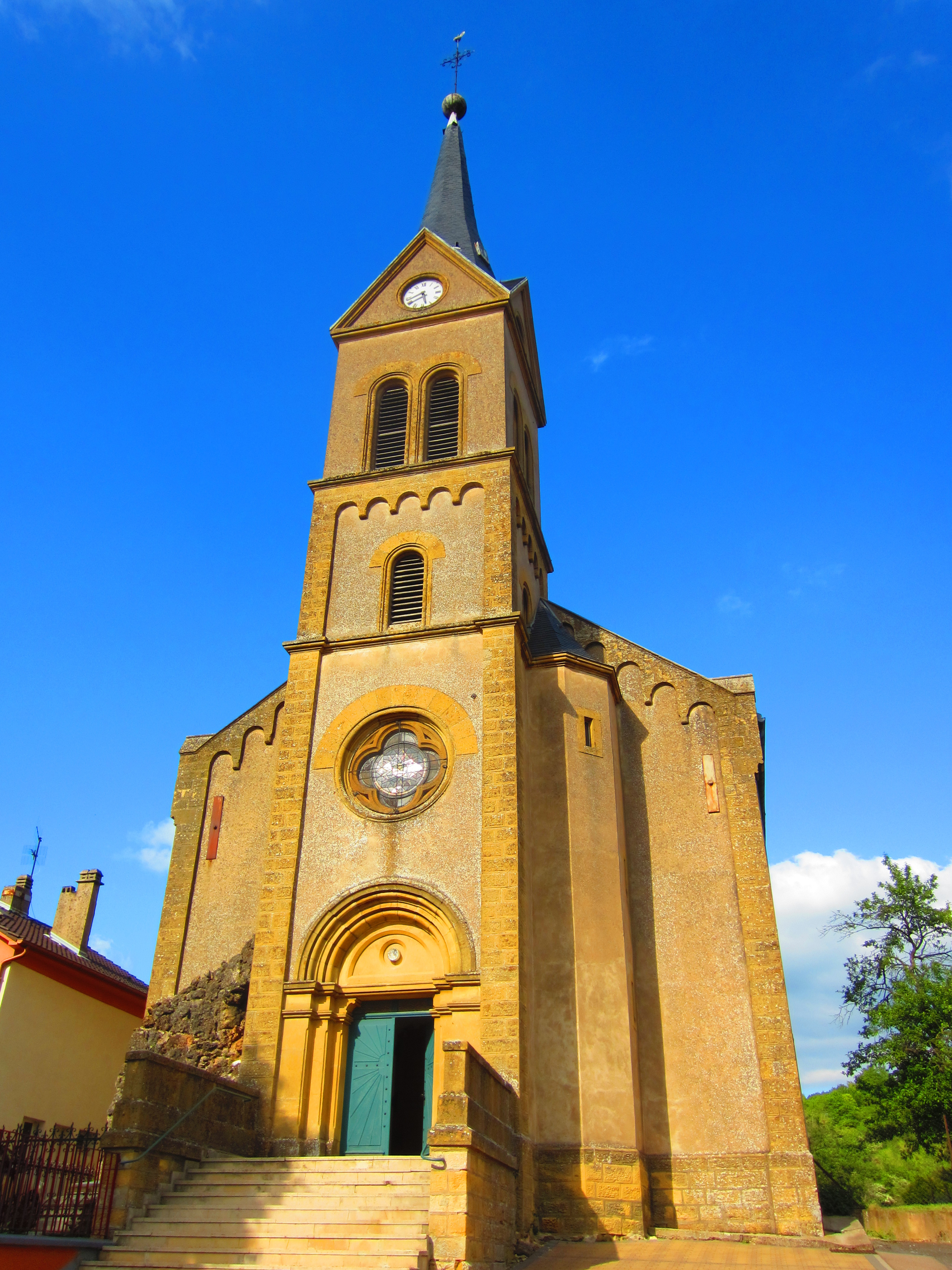
Eglise Saint-Appoline De Veckring.
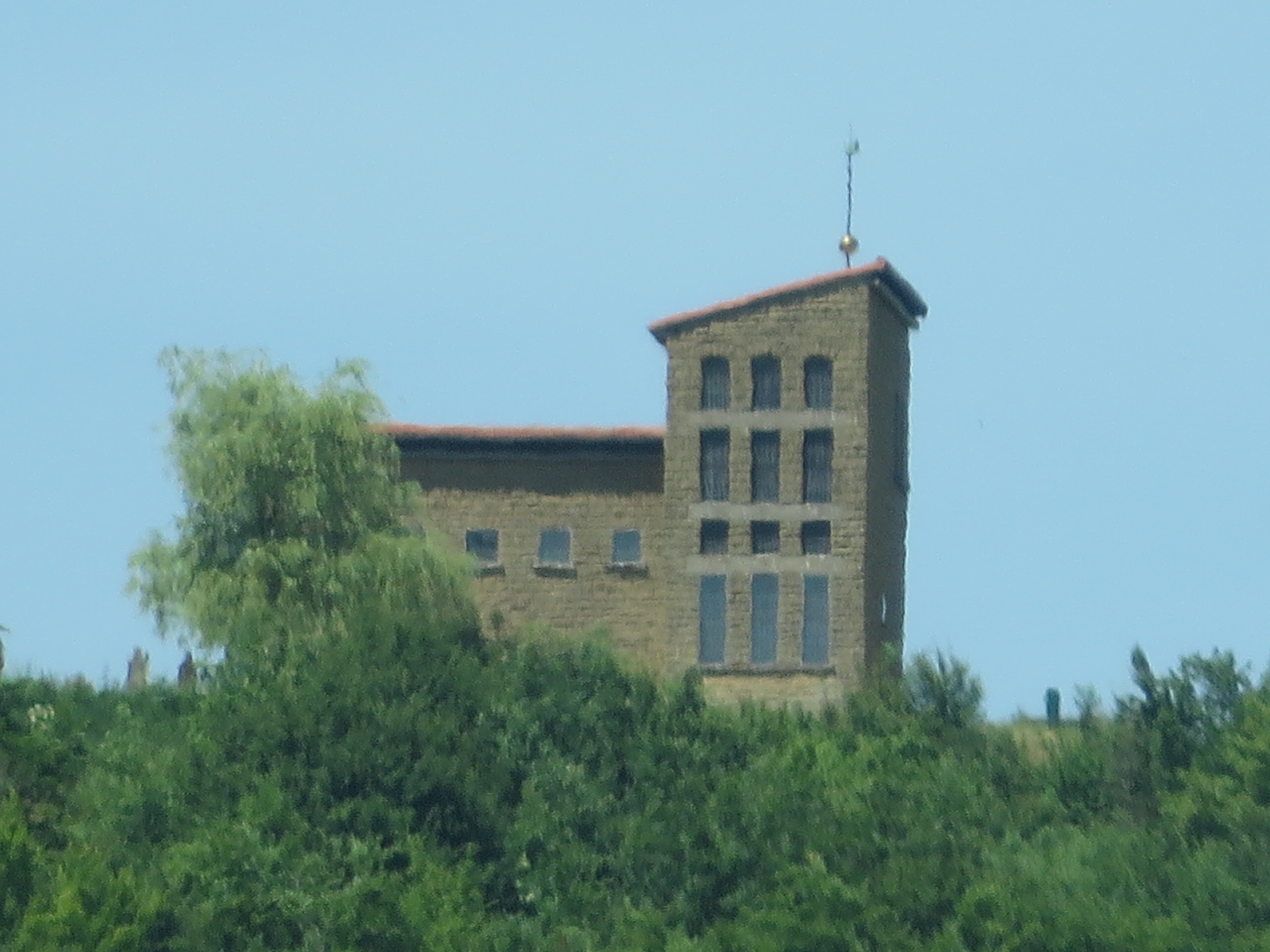
Chapelle du Hackenberg.
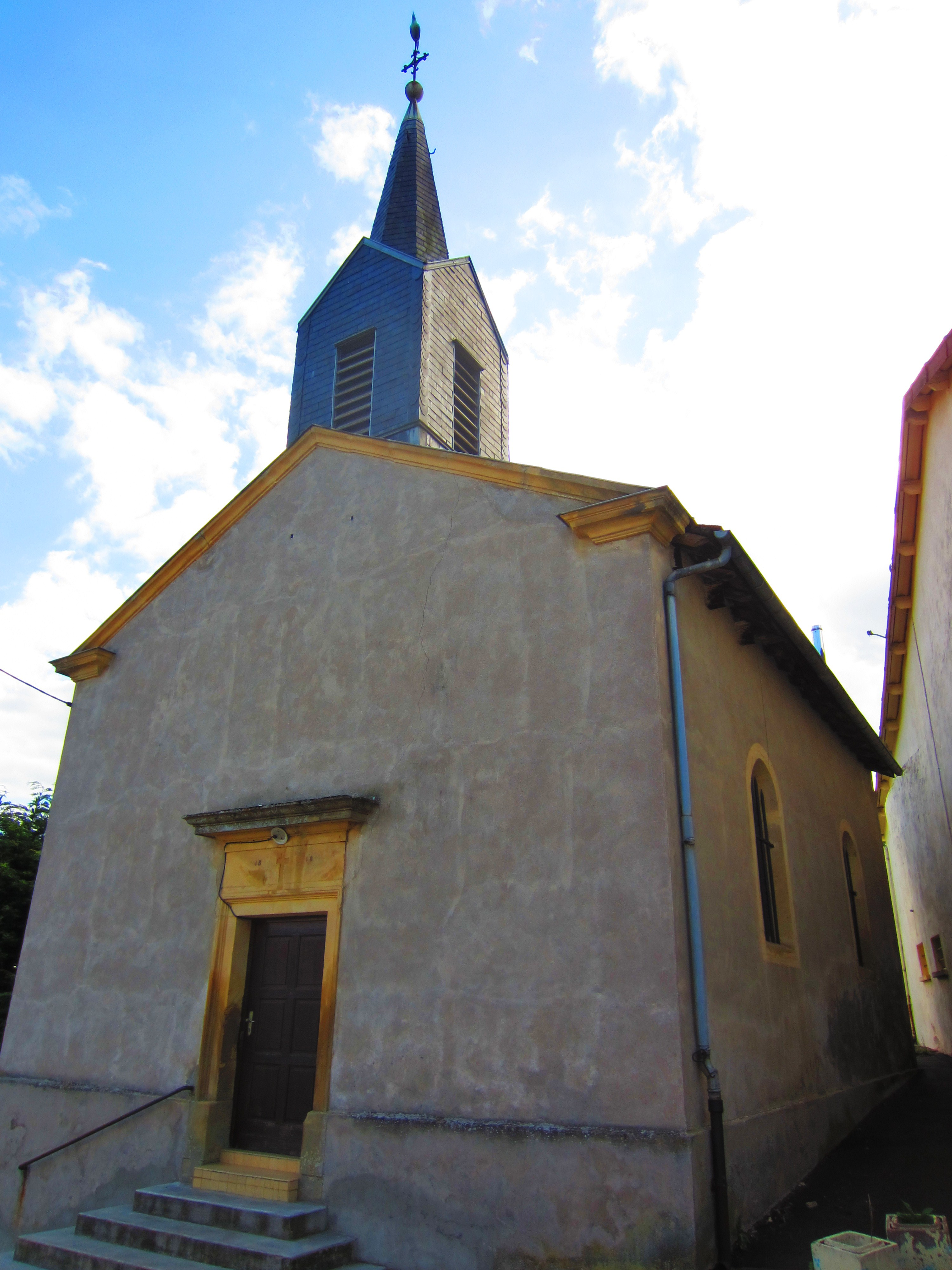
Chapelle Saint-Médard de Helling.
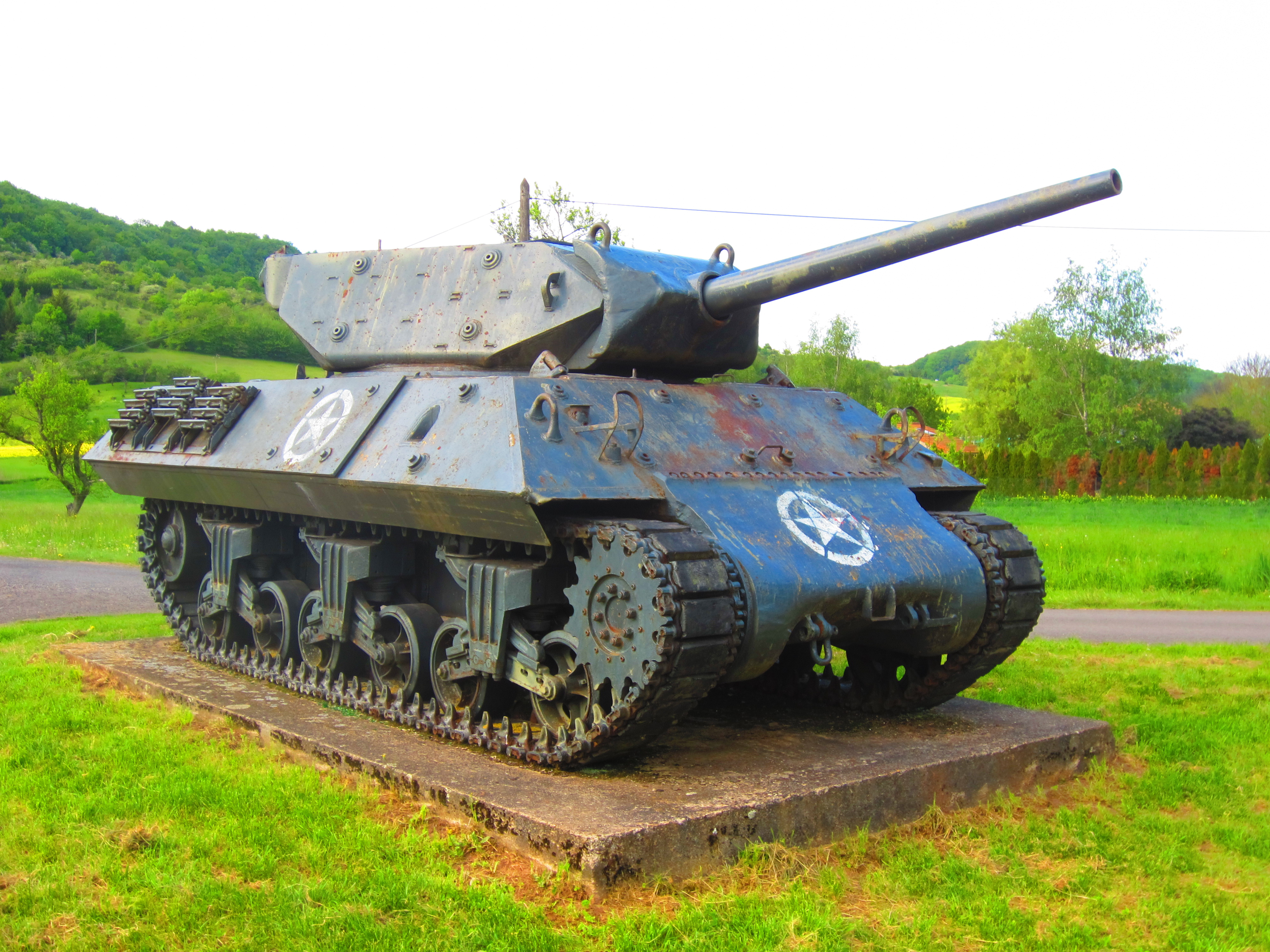
Char américain à l'entrée du village.

### Héraldique
| Blason de Veckring | Blason  | Coupé parti au 1 échiqueté d'argent et de gueules, le premier point chargé d'une étoile de sable, au 2 de sable semé de trèfles d'or au lion d'argent ; et d'argent au mont à six coupeaux de sinople sommé d'une chapelle d'or. |
| Blason de Veckring | Détails | Le statut officiel du blason reste à déterminer. |